# Стівен Педдек
Стівен Педдек (англ. Stephen J. Paddack, нар. 1934) — американський аерокосмічний інженер та астроном, особливо відомий як співвідкривач ефекту Ярковського — О'Кіфа — Радзієвського — Педдека, тобто зміни обертання астероїда під впливом світлового тиску. У 1961–1995 працював у НАСА та брав участь у здійсненні кількох космічних місій, зокрема місії COBE, керівники якої пізніше отримали Нобелівську премію з фізики. У 1995–2006 роках як запрошений професор і професор викладав кілька курсів аерокосмічної тематики у Військово-морській академії США.

## Біографія
У 1953–1955 роках служив у береговій охороні США. Потім навчався в Католицькому університеті Америки. У 1959 році він здобув там ступінь бакалавра авіаційної інженерії, у 1964 — магістра авіаційної інженерії, а в 1973 захистив дисертацію доктора філософії. Між 1959 і 1965 роками він також проходив навчання в Університеті Вашингтону, Університеті Сіетла, Джорджтаунському університеті та Університеті Каліфорнії в Лос-Анджелесі. Був активним членом Американського геофізичного союзу, працював у технічному комітеті космічних систем Американського інституту аеронавтики й астронавтики.
У 1959–1961 роках працював авіаінженером у компанії Boeing. З 1961 з 1995 рік був штатним співробітником НАСА в Центрі космічних польотів імені Ґоддарда, де він працював аерокосмічним інженером і начальником офісу аналізу передових місій (advanced missions' analysis office). Брав участь в реалізації космічних місій COBE, Міжнародний дослідник комет, ISEE-1, ISEE-2 та ISEE-3. З 1995 по 2006 рік він викладав курси з астродинаміки, проєктування космічних кораблів, ракетної техніки та аерокосмічної техніки у Військово-морській академії США як запрошений професор, а згодом як професор, а також працював головою відділу аерокосмічної техніки.
У 2011 році пішов на пенсію. На пенсію він продовжив час від часу читати лекції з космічної науки, працювати волонтером у Смітсонівському музеї авіації та космосу та в Меморіальному госпіталі Сіблі.

## Наукові результати

«Млин Педдека», винайдений Педдеком найпростіший приклад форми частинки, здатної прискорюватись під дією світлового тиску, коли сонячне світло падає вертикально згори, вздовж її осі обертання

Найвідомішим науковим відкриттям Стівена Педдека є вплив світлового тиску на обертання астероїдів і метеороїдів.
У 1969 році він написав свою першу статтю на цю тему — «Обертальне руйнування малих небесних тіл: вплив тиску випромінювання». В ній він дійшов висновку, що метеороїди асиметричних форм здатні прискорюватись світловим тиском до великих швидкостей обертання і руйнуватись відцентровими силами на масштабах часу в десятки тисяч років. Він назвав це явище «ефектом млина» і запропонував найпростішу ідеалізовану модель тіла, здатного відчувати такий ефект. Оскільки на той час ще не було даних про форми астероїдів і метеороїдів, Педдек оцінив асиметрію космічних тіл з простого модельного експерименту, кидаючи камінці в басейн з водою і спостерігаючи їх обертання. Замінивши таким чином метеороїди камінцями, а момент сил світлового тиску моментом сил лобового спротиву, він, з усім тим, отримав правильний порядок величини для свого «ефекту млина».
У 2000 році Девід Рубінкам у своїй фундаментальній статті про це явище запропонував назвати цей «ефект млина» ефектом ЯОРП (англ. YORP) за першими літерами прізвищ науковців, які його досліджували до нього — Івана Ярковського, Джона О'Кіфа, Стівена Педдека та Володимира Радзієвського. Саме під такою назвою цей ефект тепер згадується в науковій літературі. Астероїд, для якого ефект ЯОРП у 2007 році був вперше підтверджений спостережено отримав назву на честь цього ефекту — 54509 YORP.

## Відзнаки
- Нагорода видатному випускнику Католицького університету Америки[3]
- Нагорода НАСА за заслуги[2]
- Медаль НАСА за виняткові заслуги[2]
- Нагорода Альберта Нельсона Маркіза за життєві досягнення від Marquis Who's Who[en] (2020)[2]
- На честь науковця названо ефект ЯОРП (Ярковського — О'Кіфа — Радзієвського — Педдека), а на честь ефекту — астероїд 54509 YORP[en][6]
- На його честь названо астероїд 5191 Педдек[1]